# Májůvka
Májůvka (1910 Majvald, 1921–1950 Mejvald, německy Maiwald) je malá osada, část obce Bílčice v okrese Bruntál, která zůstala jako torzo dříve německé zemědělské vesnice. Před odsunem tu bydlelo okolo 250 obyvatel. Celá řada celých gruntů byla po odsunu obsazena novými osídlenci-dobrodruhy, ti dostávali grunty dekretem. 
Nachází se asi 2 km na jihozápad od Bílčic. Prochází zde silnice I/46.
Májůvka je také název katastrálního území o rozloze 8,95 km2.

## Název
Vesnice byla založena pod jménem Maganwaltsdorf - "Maganwaltova ves". Základové osobní jméno Maganwalt ("mocný vládce") se hláskovým vývojem zjednodušilo na Meiwald, které začalo sloužit jako nové jméno vesnice (bez přípony -dorf). V češtině se používaly tvary Majvald a Mejvald. V první části tohoto zkráceného jména bylo spatřováno Mai - "květen" (a ve druhé Wald - "les"), proto bylo v roce 1950 vytvořeno nové české jméno Májůvka.

## Historie
První písemná zmínka o obci pochází z roku 1397.

## Vývoj počtu obyvatel
Počet obyvatel Májůvky podle sčítání nebo jiných úředních záznamů je 22:

## Název
Maiwald (Mejvald, také: Majvald, nyní: Májůvka), Fr.: Mejvald, také: Majvald (Maiwald)
| Rok            | 1869 | 1880 | 1890 | 1900 | 1910 | 1921 | 1930 | 1950 | 1961 | 1970 | 1980 | 1991 | 2001 |
| -------------- | ---- | ---- | ---- | ---- | ---- | ---- | ---- | ---- | ---- | ---- | ---- | ---- | ---- |
| Počet obyvatel | 311  | 303  | 296  | 281  | 243  | 265  | 255  | 115  | 91   | 77   | 42   | 30   | 17   |

V Májůvce je evidováno 28 adres, vesměs čísla popisná (trvalé objekty). Při sčítání lidu roku 2001 zde bylo napočteno 27 domů, z toho 6 trvale obydlených.

## Pamětihodnosti
- Budova školy – stojí na návsi – barokní venkovská architektura z konce 18. století je kulturní památkou ČR.[10]
- https://pamatkovykatalog.cz/skola-12898752